# Uganda a 2004. évi nyári olimpiai játékokon
Uganda a görögországi Athénban megrendezett 2004. évi nyári olimpiai játékok egyik részt vevő nemzete volt. Az országot az olimpián 4 sportágban 11 sportoló képviselte, akik érmet nem szereztek. Az ország legjobbja Boniface Kiprop Toroitich volt a 10 000 méteres síkfutás 4. helyezésével.

## Atlétika
Férfi

| Versenyző                 | Versenyszám | Előfutam | Előfutam | Előfutam | Elődöntő | Elődöntő | Elődöntő | Döntő    | Döntő    |
| Versenyző                 | Versenyszám | Idő      | Hely.    | Össz.    | Idő      | Hely.    | Össz.    | Idő      | Helyezés |
| ------------------------- | ----------- | -------- | -------- | -------- | -------- | -------- | -------- | -------- | -------- |
| Paskar Owor               | 800 m       | 1:47,87  | 5.       | 47.      | kiesett  | kiesett  | kiesett  | kiesett  | kiesett  |
| Wilson Kipkemei Busienei  | 10 000 m    |          |          |          |          |          |          | 28:10,75 | 11.      |
| Boniface Kiprop Toroitich | 10 000 m    |          |          |          |          |          |          | 27:25,48 | 4.       |

Női

| Versenyző       | Versenyszám | Előfutam | Előfutam | Előfutam | Döntő   | Döntő    |
| Versenyző       | Versenyszám | Idő      | Hely.    | Össz.    | Idő     | Helyezés |
| --------------- | ----------- | -------- | -------- | -------- | ------- | -------- |
| Dorcus Inzikuru | 5000 m      | 15:38,59 | 12.      | 24.      | kiesett | kiesett  |

## Ökölvívás
| Versenyző        | Versenyszám | Selejtező                              | Nyolcaddöntő                | Negyeddöntő                 | Elődöntő          | Döntő             | Helyezés |
| Versenyző        | Versenyszám | Ellenfél Eredmény                      | Ellenfél Eredmény           | Ellenfél Eredmény           | Ellenfél Eredmény | Ellenfél Eredmény | Helyezés |
| ---------------- | ----------- | -------------------------------------- | --------------------------- | --------------------------- | ----------------- | ----------------- | -------- |
| Jolly Katongole  | Papírsúly   | Atagün Yalçınkaya (TUR) · 7-22         | kiesett                     | kiesett                     | kiesett           | kiesett           | 17.      |
| Brian Mayanja    | Pehelysúly  | Galib Zsafarov (KAZ) · RSC             | kiesett                     | kiesett                     | kiesett           | kiesett           | 17.      |
| Sam Rukundo      | Könnyűsúly  | et-Tahár et-Tamszamáni (MAR) · 30-22   | Alex De Jesús (PUR) · 24-22 | Murat Hracsev (RUS) · 18-31 | kiesett           | kiesett           | 5.       |
| Sadat Tebazaalwa | Váltósúly   | Hanati Szelamu (CHN) · 17-29           | kiesett                     | kiesett                     | kiesett           | kiesett           | 17.      |
| Joseph Lubega    | Középsúly   | Szurija Praszathinphimaj (THA) · 21-30 | kiesett                     | kiesett                     | kiesett           | kiesett           | 17.      |

RSC - a játékvezető megállította a mérkőzést

## Súlyemelés
Női

| Versenyző    | Versenyszám | Szakítás | Szakítás | Lökés    | Lökés    | Összesen | Helyezés |
| Versenyző    | Versenyszám | Eredmény | Helyezés | Eredmény | Helyezés | Összesen | Helyezés |
| ------------ | ----------- | -------- | -------- | -------- | -------- | -------- | -------- |
| Irene Ajambo | 69 kg       | 60,0     | 10.      | 90,0     | 8.       | 150,0    | 9.       |

## Úszás
Férfi

| Versenyző       | Versenyszám | Előfutam | Előfutam | Előfutam | Elődöntő | Elődöntő | Elődöntő | Döntő   | Döntő    |
| Versenyző       | Versenyszám | Idő      | Hely.    | Össz.    | Idő      | Hely.    | Össz.    | Idő     | Helyezés |
| --------------- | ----------- | -------- | -------- | -------- | -------- | -------- | -------- | ------- | -------- |
| Edgar Luberenga | 50 m gyors  | 27,77    | 8.       | 75.      | kiesett  | kiesett  | kiesett  | kiesett | kiesett  |